# كتانية جينيستية الأوراق
الكتانية جينيستية الأوراق (باللاتينية: Linaria genistifolia) نوع نباتي يتبع جنس الكتانية من الفصيلة الحملية من رتبة الشفويات.

## الموئل والانتشار
تنتشر في بلاد الشام وتركيا وشرق أوروبا ووسطها.

## الوصف النباتي
أوراقه تشبه أوراق نبات الجينيستا (باللاتينية: Genista).

## مرادفات للاسم العلمي
- (باللاتينية: Antirrhinum genistifolium L.)